# Crotaphytidae
Crotaphytidae је породица    пустињских гмизаваца која насељава југозападни део Сједињених Америчких Држава и северне областиМексика. У неким класификационим системима препозната је као потфамилија, Crotaphytinae. Припадници ове фамилије су веома брзе животиње, са дугачким екстремитетима и реповима. Облигатни су месождери, хране се углавном инсектима и мањим гуштерима. 
Фамилија садржи два рода са 12 врста.   